# Min Yuen
El Min Yuen (chino: 民運; pinyin: mín yùn; malayo: Gerakan rakyat) era la rama civil del Ejército de Liberación Nacional Malayo (MNLA), el brazo armado del Partido Comunista Malayo (MCP), en la resistencia a la ocupación colonial británica de Malasia. Durante la Emergencia malaya, el Min Yuen se encargó principalmente de suministrar alimentos, información y suministros médicos a los revolucionarios comunistas.
Desde el comienzo de la Emergencia, el gobierno británico reconoció que Min Yuen era especialmente problemático para sus operaciones de contrainsurgencia. Como el Min Yuen estaba formado por civiles comunes, sus miembros eran indistinguibles del resto de la población, lo que hacía imposible que las fuerzas de seguridad los reconocieran y arrestaran instantáneamente. Por lo tanto, el gobierno británico consideró imperativo aislar al Min Yuen lo más lejos posible de las guerrillas comunistas basadas en la jungla, lo que llevó al Plan Briggs, por el cual cerca de medio millón de civiles fueron forzados a ingresar a una red de campos de internamiento llamados nuevas aldeas que buscaban segregar a los revolucionarios comunistas de sus partidarios civiles.